# Диксон, Ричард (коммунист)
Ричард Диксон (англ. Richard Dixon; имя при рождении ― Клиффтон Реджинальд Уолкер, Clifton Reginald Walker; 26 мая 1905 — 7 марта 1976) ― австралийский профсоюзный и партийный деятель. Председатель Коммунистической партии Австралии с 1948 по 1972 год.

## Биография
Родился в городе Форбс, штат Новый Южный Уэльс в семье Генри Кидда Уолкера, шахтёра по профессии, и Эмили Уилмотт. Вскоре после его рождения семья переехала в город Литгоу в том же штате. Реджинальд покинул школу в возрасте четырнадцати лет и начал работать в велосипедном магазине и в почтовое отделение. 
В 1925 году устроился на работу в Управление железных дорог и трамвайных путей Нового Южного Уэльса и ненадолго присоединился к Австралийской лейбористской партии, вскоре перейдя в Коммунистическую партию Австралии. 
Переехав в Сидней в 1928 году, начал работать на почте при железной дороге. Стал секретарём отделения КПА в Сиднее в 1929 году и также секретарём местного отделения Профсоюза австралийских железнодорожных рабочих. Будучи сторонником независимости от лейбористской партии, он оказался вовлечён в партийный кризис, в результате которого в 1929 году во главе КПА стали Лэнс Шарки и Джек Майлз, а Уолкер занял место в Центральном и Исполнительном комитетах партии, которые он занимал до 1974 года.
В январе 1931 года Уолкер отправился в поездку в Советский союз, где прослушал курс в Международной ленинской школе в Москве. Он возвратился в Австралию в марте 1933 года и сменил свое имя на Ричард Диксон в попытке избежать внимания службы безопасности, где он считался «опасным революционером». Стал генеральным секретарём КПА в 1937 году. 25 марта 1939 года женился на Дороти Жан Баттон в Северном Сиднее. Был избран национальным председателем КПА в 1948 году. В 1945 году подверг критике правительственную политическую доктрину «белой Австралии», отвергая её как расистскую. В 1954 году представлял австралийских коммунистов на процессе Петрова в 1954 году. Хотя он в целом лояльно относился к СССР, он согласился с решением КПА занять более нейтральную позицию в 1960-х годах и осудил вторжение в Чехословакию в 1968 году. 
Ушёл в отставку с поста председателя партии в 1972 году и умер в 1976 году от сердечно-сосудистых заболевания в Бэнкстауне.